# Carlos Martínez Álvarez

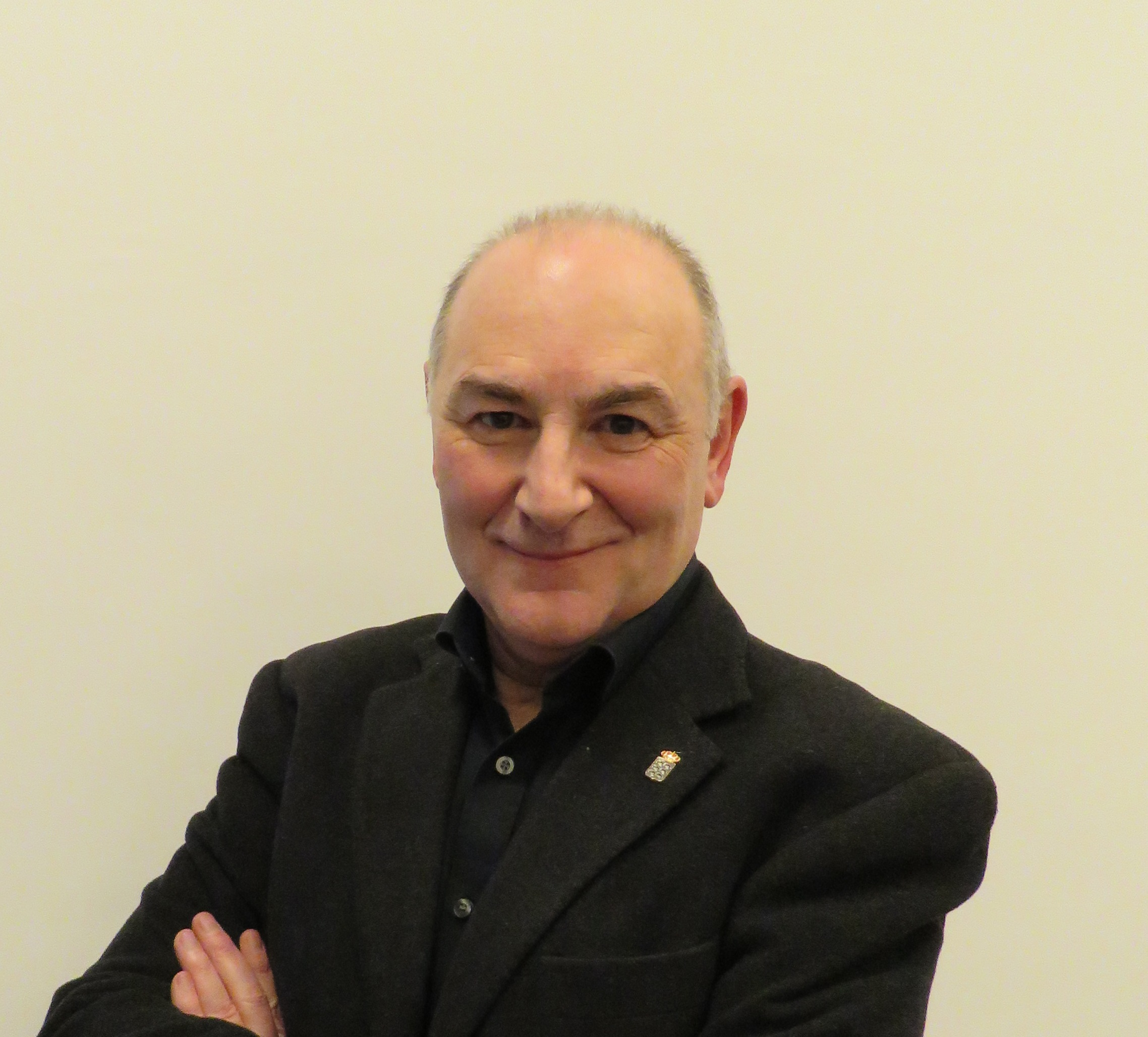
ator Carlos Martinez

Carlos Martínez Álvarez (Pravia, 30 de setembro de 1955), é um ator de mimo espanhol. Aos 12 anos de idade, mudou-se para Barcelona e desde logo descobriu seu amor pelas artes dramáticas. Frequentou a escola de pantomima Taller de Mimo y Teatro Contemporáneo (1980), a escola de artes El Timbal (1981) e estudou com professores como Manuel Carlos Lillo e Jorge Vera (1982 – 1987).
Desde 1982, trabalha como actor de mímica, criando um mundo de gestos que combina o seu espírito mediterrâneo e humor com uma técnica precisa e um ritmo muito cuidado.
Participou na formação de vários grupos de teatro e ensinou mímica e teatro em diversas escolas públicas, na Universidade de Zaragoza e em numerosos seminários internacionais de arte.
Ministra diversos cursos de mímica durante a época de Verão, cursos de especialização e dirige classes Magistrais em encontros institucionais.

## Espectáculos
- Hand Made — uma compilação das suas peças mais emblemáticas. O espectáculo Hand Made recebeu o prémio do público da XXI edição do Festival Internacional de Teatro de Almada (2004), tendo sido repetido, no ano seguinte, como espectáculo de Honra.[4]
- Direitos Humanos — baseado nos Artigos dos Direitos Humanos aprovados pela ONU em 1948. Seguindo o estilo pessoal de Carlos Martínez, Direitos Humanos é uma reflexão, em tom cómico, sobre a experiência humana e suas carências que se transportam para o mundo cénico, onde, através da sua linguagem de compreensão universal dá vida a este tema de importância inquestionável.[5]
- Minha Bíblia — como uma homenagem ao livro mais vendido no mundo. Em reconhecimento do seu trabalho, a Fundação Alemã Bible and Kultur concedeu a Carlos Martínez o prémio de Artista do ano em 2002.[6]
- Tempo de Celebrar — para comemorar o seu 25º aniversário como mimo profissional em 2007, criou o seu novo espectáculo.[7]
- Livros sem palavras — O show sobre o tema literatura.[8] Em agosto de 2009 o show ganhou o prêmio preferido do público no 5º festival internacional TEATROAGOSTO no Fundão em Portugal.[9][10]
- Vitamimo — para comemorar o seu 40 aniversário como mimo profissional em 2022 [11]

## DVDs
- Still My Bible (2016)
- Livros sem palavras (2012)
- Hand Made (2007)
- Direitos Humanos (2005)
- Minha Bíblia (2004)

## Livros
- Ungeschminkte Weisheiten (2009), publicação em alemão[12]
- From the Dressing Room (2011), publicação em inglês[13]
- Desde el camerino (2011), publicação em castelhano[14]
- Der Poet der Stille (2020), publicação em alemão[15]